# Dumiense/CJPII
El Dumiense/CJPII es un equipo de fútbol de Portugal que juega en la Liga Regional de Braga, la quinta división nacional.

## Historia
Fue fundado el 5 de abril de 1962 en el municipio de Dume del distrito de Braga con el nombre Dumiense FC, el cual cambiaron en 2017 por su nombre actual luego de una alianza con el Colegio Juan Pablo II, el cual es su patrocinador principal. Cuenta con secciones en fútbol 7, fútbol 9 y voleibol femenil.
Los mejores años del club llegaron en el siglo XX cuando llega a competir por primera vez a escala nacional y a participar en la Copa de Portugal.

## Palmarés
- Liga Regional de Braga: 1

2021/22
- Copa de Campeones de Braga/Castelo Branco: 1

2022
- Supercopa de Braga: 1

2022